# سباستین آلر
سباستین رومن تدی هالر (فرانسوی: Sébastien Romain Teddy Haller‎؛ زادهٔ ۲۲ ژوئن ۱۹۹۴) بازیکن فوتبال اهل ساحل عاج است که به صورت قرضی از باشگاه دورتموند برای لگانس بازی می‌کند.
از باشگاه‌هایی که در آن بازی کرده است می‌توان به اوسر، اوترخت، آینتراخت فرانکفورت، وستهام یونایتد و آژاکس اشاره کرد.

## حرفه بین‌المللی

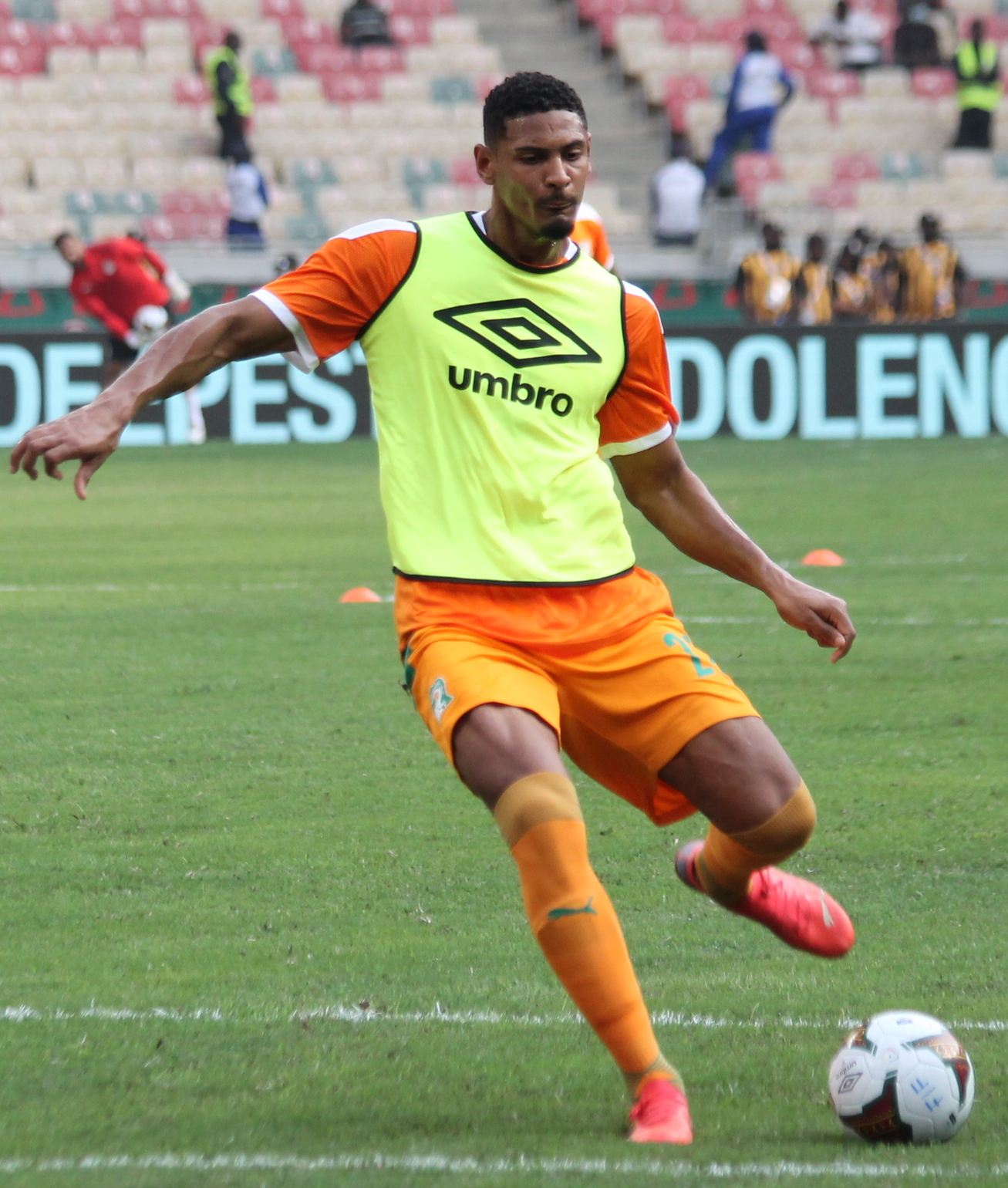
جلسه تمرینی ساحل عاج

هالر یک بازیکن بین‌المللی جوانان فرانسه بود که در تمامی سطوح جوانان نماینده کشور زادگاه خود بود و در مجموع ۵۱ بازی و ۲۷ گل به ثمر رساند. او با تیم زیر ۱۷ سال فرانسه در جام جهانی زیر ۱۷ سال ۲۰۱۱ در مکزیک بازی کرد، و در بازی افتتاحیه مرحله گروهی مقابل تیم زیر ۱۷ سال آرژانتین در پیروزی ۳–۰ گلزنی کرد.
در ۱۴ نوامبر ۲۰۱۳، هالر در دقیقه ۵۷ به جای آنتونی مارسیال مقابل ارمنستان در مرحله مقدماتی قهرمانی زیر ۲۱ سال اروپا در تولوز به میدان رفت و گل زد تا پیروزی ۶–۰ را کامل کند. او در بازی دوستانه مقابل استونی در ۲۵ مارس ۲۰۱۵ هت تریک کرد، و در ۱۰ نوامبر ۲۰۱۶ در پیروزی ۵–۱ مقابل ساحل عاج در ورزشگاه پیر بریسون نیز این کار را تکرار کرد.
در نوامبر ۲۰۲۰، هالر به تیم ملی فوتبال ساحل عاج دعوت شد. او در تاریخ ۱۲ نوامبر در پیروزی ۲–۱ مقابل ماداگاسکار در مرحله مقدماتی جام ملت‌های آفریقا ۲۰۲۱ اولین بازی خود را انجام داد و در دقیقه ۵۵ گل پیروزی بخش تیم خود را به ثمر رساند. او برای مسابقات نهایی در کامرون دعوت شد، جایی که در تساوی ۲–۲ مرحله گروهی مقابل سیرالئون گلزنی کرد؛ در یک‌هشتم نهایی مقابل مصر، او در نیمه وقت اضافه به جای ماکسول کورنت تعویض شد و تیمش در ضربات پنالتی شکست خورد.

## زندگی شخصی
هالر در ری اورانژی از توابع شهرستان اسون در فرانسه به دنیا آمد. پدر او فرانسوی و مادرش اهل ساحل عاج است.
وی توانایی بازی در رده ملی برای هر دو کشور را داشت اما ترجیح داد تیم ملی فوتبال ساحل عاج را انتخاب کند.
در ۱۸ ژوئیه ۲۰۲۲، هالر پس از پیدا شدن غده سرطانی در بیضه اش، از اردوی آماده‌سازی پیش‌فصل باشگاه دورتموند در سوئیس کناره‌گیری کرد. بعد از اتمام درمان سرطان بیضه در اولین بازی تدارکاتی برابر اف سی بازل از دقیقه ۶۱ وارد بازی شده و طی ۷ دقیقه هت تریک کرد.

## افتخارات

### آینتراخت فرانکفورت
- جام حذفی(۱): ۱۸–۲۰۱۷

### آژاکس
- اردیویسه(۱):۲۱–۲۰۲۰
- جام حذفی(۱):۲۰۲۰–۲۱